# Max fait du ski
Pour plus de détails, voir Fiche technique et Distribution.
Max fait du ski est un film muet français réalisé par Lucien Nonguet et Louis J. Gasnier, sorti en 1910.

## Fiche technique
- Titre original : Max fait du ski
- Titre anglophone (Royaume-Uni) : Max Tries Ski-ing
- Titre anglophone (États-Unis) : Max Goes Ski-ing
- Réalisation Lucien Nonguet et Louis J. Gasnier
- Scénario : Max Linder
- Producteur :
- Société de production : Pathé Frères
- Société de distribution : Pathé Frères, General Film Company (États-Unis)
- Pays de production :  France
- Langue : film muet avec les intertitres en français
- Métrage : 135 mètres
- Format : Noir et blanc — 35 mm — 1,33:1 — Muet
- Genre : Comédie, Film fantastique
- Durée : 4 minutes 30
- Dates de sortie : 
  - Danemark : 30 mai 1910
  - France : 15 juillet 1910
  - États-Unis : 21 décembre 1910

## Distribution
- Max Linder : Max
- Gabrielle Lange